# Doryctinae
De Doryctinae zijn een onderfamilie van vliesvleugeligen uit de familie schildwespen (Braconidae).

## Geslacht
- Doryctes (Haliday, 1836)